# マシュー・デラベドバ
マシュー・ウィリアム・デラベドバ（Matthew William Dellavedova、1990年9月8日 - ）は、オーストラリア・ビクトリア州メアリーバラ出身のプロバスケットボール選手。NBLのメルボルン・ユナイテッドに所属している。ポジションはポイントガードまたはシューティングガード。

## 経歴

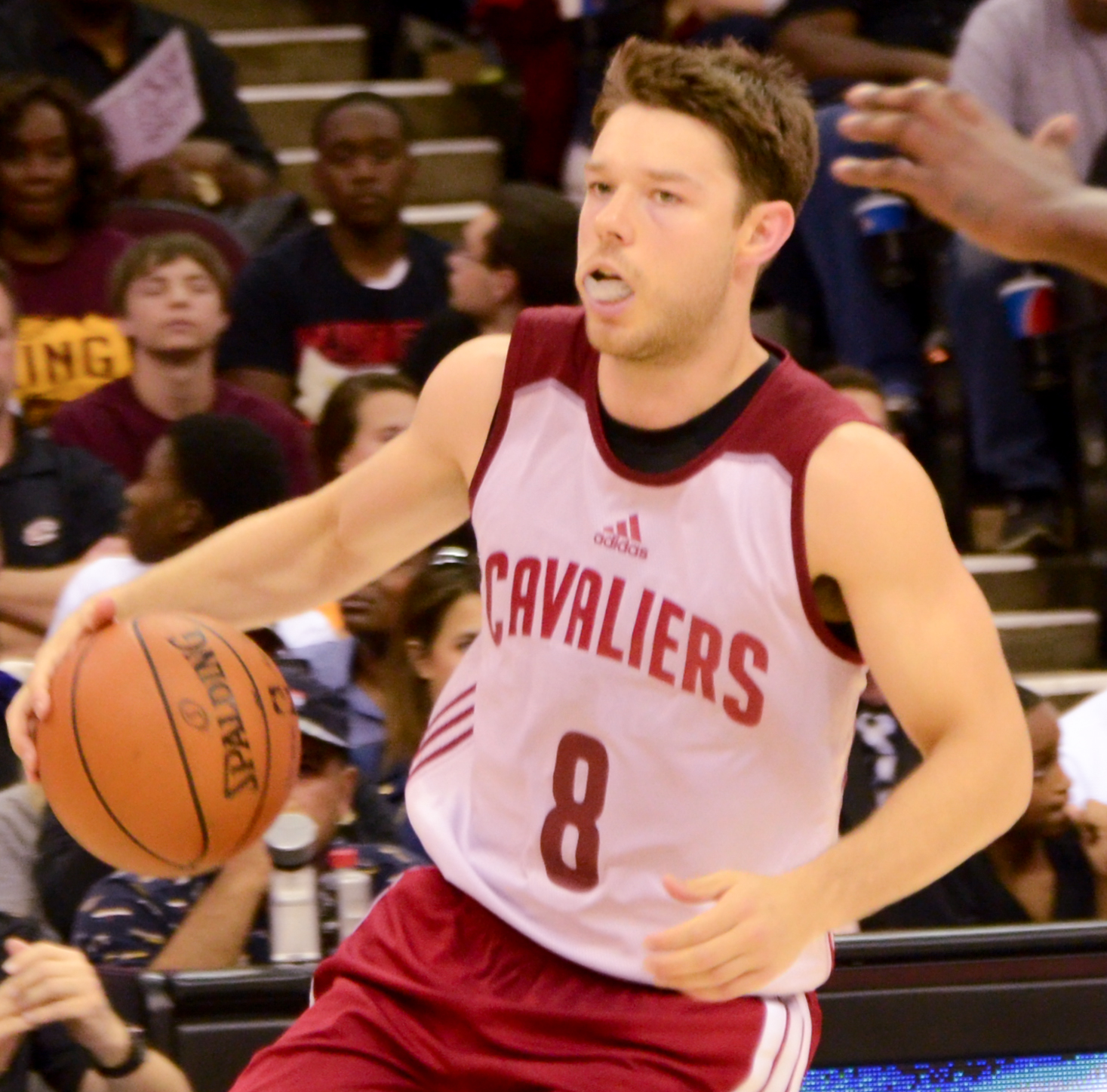
Dellavedova with the Cleveland Cavaliers in 2014

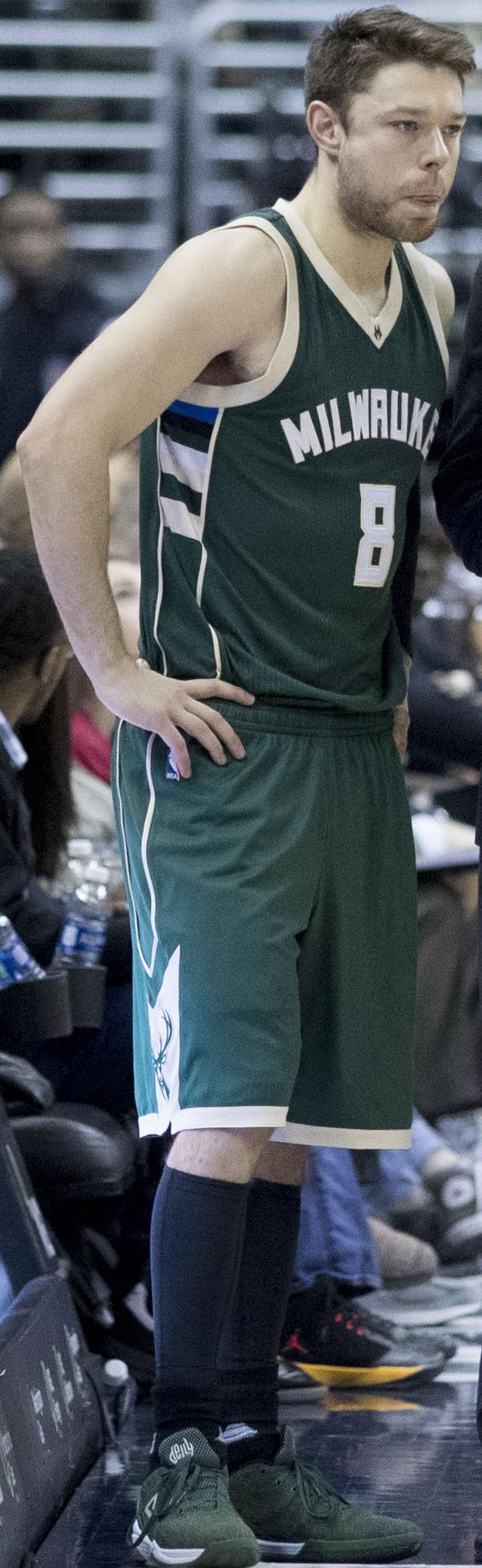
Dellavedova with the Bucks in 2016

4歳のときにバスケットボールを始めた。オーストラリア・ビクトリア州の高校在学中、メアリーバラ・ブレイザーズ、ベンディゴ・ブレーブスでプレーした。デラベドバはバスケットボールの他に、オーストラリアンフットボールも行っていたが、バスケットボールに専念するようになった。2007年、キャンベラにあるオーストラリア国立スポーツ研究所に入学、サウスイースト・オーストラリア・バスケットボールリーグで3シーズンプレーした。
高校卒業後、NBA選手を目指す為に渡米し、同郷のパティ・ミルズが通っていたセントメリーズ大学に入学。4年間プレーし、1933得点をあげて、それまでダニエル・キッカートが持っていた大学記録を更新、778アシスト、3ポイントシュート成功288本成功の大学記録も作った。2014年2月15日、大学時代の背番号4番が永久欠番となった。
2013年のNBAドラフトでは指名されなかったが、同年夏に行われたクリーブランド・キャバリアーズのサマーリーグに参加し、最終ロースターに残り、2013年9月12日、2年130万ドルのNBA最低年俸でキャブスと契約した。3月26日のデトロイト・ピストンズ戦ではベンチから出場し、自己ベストの21得点をあげて、97-96の勝利に貢献した。
2014年7月のサマーリーグにも参加した。11月4日のポートランド・トレイルブレイザーズ戦で左足の内側側副靱帯を痛めて、全治4週間から6週間であることが報じられた。同年12月8日のブルックリン・ネッツ戦で復帰した。
2015年2月11日、ライジング・スターズ・チャレンジの出場メンバーに選ばれた。
2015年5月14日のシカゴ・ブルズとのプレーオフ第6戦ではチームトップの19得点をあげて、チームにとって、2009年以来となるカンファレンスファイナル進出に貢献した。アトランタ・ホークスとの第3戦でのデラベトバのアグレッシブなプレーが、デラベトバがダーティーな選手であるか、大きな論争になった。デラベトバとアル・ホーフォードがリバウンド争いをした蔡、ホーフォードがデラベトバの頭部にひじ打ちをして退場処分を受けた。これに対してチャールズ・バークレーやチームメートのレブロン・ジェームズはデラベトバのプレースタイルを擁護し、バークレーは「あんな安っぽい挑発に乗ってるようじゃあ、ヤツはキャプテン失格だな」と、ホーフォードを批判している。
その激しい闘争心を武器にチームを盛り立て、怪我がちだったカイリー・アービングのバックアップ役を務めて、キャブスの8年振りのNBAファイナル進出に貢献。翌2016年は、NBAチャンピオンも経験した。その時の彼のステフィンカリーへの強烈なマンマークディフェンスがNBAチャンピオンへの大きな理由のひとつとなっている。
2016年7月1日、ミルウォーキー・バックスと契約した。

## プレースタイル
高い確率の3ポイントシュートと粘り強いディフェンスが持ち味のコンボガードである。
2015年のプレーオフでのアグレッシブなプレーぶりから、ダーティーな選手であるか大きな論争になった。シカゴ・ブルズとのプレーオフ第5戦ではタージ・ギブソンに脚を絡ませ、思わず激怒し、蹴り返したギブソンがフレイグラントファウル2で退場となった。アトランタ・ホークスとの第2戦ではデラベトバとルーズボールを競ったカイル・コーバーが右足首を捻挫し、プレーオフ残り試合の出場が絶望になった。第3戦では上記のようにアル・ホーフォードが退場となっている。

## 個人成績

### NBA

#### レギュラーシーズン
| シーズン | チーム | GP  | GS | MPG  | FG%  | 3P%  | FT%   | RPG | APG | SPG | BPG | PPG |
| -------- | ------ | --- | -- | ---- | ---- | ---- | ----- | --- | --- | --- | --- | --- |
| 2013–14  | CLE    | 72  | 4  | 17.7 | .412 | .368 | .792  | 1.7 | 2.6 | .5  | .1  | 4.7 |
| 2014–15  | CLE    | 67  | 13 | 20.6 | .362 | .407 | .763  | 1.9 | 3.0 | .4  | .0  | 4.8 |
| 2015–16  | CLE    | 76  | 14 | 24.6 | .405 | .410 | .864  | 2.1 | 4.4 | .6  | .1  | 7.5 |
| 2016–17  | MIL    | 76  | 54 | 26.1 | .390 | .367 | .854  | 1.9 | 4.7 | .7  | .0  | 7.6 |
| 2017–18  | MIL    | 38  | 3  | 18.7 | .362 | .372 | .926  | 1.7 | 3.8 | .4  | .0  | 4.3 |
| 2018–19  | MIL    | 12  | 0  | 8.1  | .316 | .364 | 1.000 | .8  | 2.4 | .2  | .0  | 1.7 |
| 2018–19  | CLE    | 36  | 0  | 19.9 | .413 | .336 | .792  | 1.9 | 4.2 | .3  | .1  | 7.3 |
| 2019–20  | CLE    | 57  | 4  | 14.4 | .354 | .231 | .865  | 1.3 | 3.2 | .4  | .0  | 3.1 |
| 2020–21  | CLE    | 13  | 1  | 17.2 | .250 | .160 | 1.000 | 1.8 | 4.5 | .3  | .1  | 2.8 |
| 2022–23  | SAC    | 32  | 0  | 6.7  | .340 | .333 | .571  | .4  | 1.3 | .2  | .0  | 1.5 |
| 通算     | 通算   | 479 | 93 | 19.4 | .385 | .363 | .835  | 1.7 | 3.5 | .4  | .0  | 5.2 |

#### プレーオフ
| シーズン | チーム | GP | GS | MPG  | FG%  | 3P%  | FT%   | RPG | APG | SPG | BPG | PPG |
| -------- | ------ | -- | -- | ---- | ---- | ---- | ----- | --- | --- | --- | --- | --- |
| 2015     | CLE    | 20 | 7  | 24.9 | .346 | .316 | .781  | 2.1 | 2.7 | .5  | .0  | 7.2 |
| 2016     | CLE    | 20 | 0  | 12.1 | .351 | .258 | .750  | .8  | 2.8 | .1  | .1  | 3.9 |
| 2017     | MIL    | 6  | 0  | 26.5 | .390 | .375 | .800  | 2.0 | 2.0 | .2  | .0  | 7.7 |
| 2018     | MIL    | 6  | 0  | 13.0 | .333 | .222 | 1.000 | .8  | 2.7 | .3  | .0  | 2.0 |
| 通算     | 通算   | 52 | 7  | 18.8 | .354 | .303 | .779  | 1.4 | 2.6 | .3  | .0  | 5.4 |